# 小行星6703
小行星6703（英語：6703）是一颗围绕太阳公转的小行星。1988年2月10日，M. Arai、H. Mori在寄居町发现了此天体。
这颗小行星的绝对星等为274.8608821230003等。